# پری‌شاهرخ بال‌سیاه
پری‌شاهرخ بال‌سیاه (نام علمی: Oriolus nigripennis) نام یک گونه از سرده پری‌شاهرخ است.